# Église Notre-Dame de Pau
Pour les articles homonymes, voir Église Notre-Dame.
L'église Notre-Dame est l'une des églises de Pau, située au cœur de la ville, implantée au carrefour du boulevard Alsace Lorraine, des rues Émile Garet et Jean-Jacques de Monaix.
D'inspiration Art déco, elle est construite dans la première moitié du XXe siècle.

## Histoire

### Création de la paroisse
La paroisse Notre-Dame de Pau est créée le 15 août 1913 en hommage à Notre-Dame de Lourdes, par Mgr Gieure, évêque de Bayonne, Lescar et Oloron. Le curé-fondateur est Raymond Campo, dont le portrait en mosaïque orne la façade du presbytère attenant à l’église.

### Construction
Les travaux de construction durent de 1921 à 1929 pour le gros œuvre. 
Le clocher, haut de 50 mètres, est érigé en 1936. 
Entre 1932 et 1936, Maurice Puget construit l’orgue en traction pneumatique et avec de nombreuses extensions.
L’ornementation intérieure n’est achevée qu’en 1933. 
L’édifice présente trois nefs de style néo-roman très vastes. 
En 1970, les facteurs Pesce et fils effectuent un relevage de l’orgue et quelques modifications dont la pose des pleins-jeux.
L’église a été entièrement rénovée à partir de 1982.
Entre 1979 et 1981, la maison Pesce reconstruit l’instrument qui est inauguré par l’organiste parisien Jean Guillou le 24 octobre 1981.

## Description générale
Édifice hybride d'inspiration Art déco, trahissant les marques de différentes campagnes de construction, l'église Notre-Dame de Pau est fédérée par un clocher-porche. 
L'édifice, y compris son porche, mesure 45 m de long. 
La hauteur intérieure de la nef est de 16 m, celle des bas-côtés de 11,50 m et celle du nouveau chœur de 12,50 m. La hauteur extérieure de la nef est de 21 m et celle du transept de 28 m.
Les vitraux et le parvis ont fait l'objet d'une restauration.